# جيفي مايسورادز
جيفي مايسورادز هو عالم جيولوجي جورجي، وأستاذ جامعة، وحائز على دكتوراة في العلوم، وعضو مناظر في الأكاديمية الوطنية الجورجية للعلوم. ولقد شارك هو وزوجته نينا كلوبوتوفسكايا (عالمة حفريات) في الفريق البحثي الذي اكتشف جماجم أشباه البشر البدائيين ولاحقًا هياكل عظمية يرجع تاريخها إلى 1.8 مليون سنة في دمانيسي، في جورجيا.
لقد وُلد في 11 فبراير 1934 في عاصمة جورجيا، تبليسي.
وفي عام 1952 تخرج من الكلية # 6 في تبليسي. وبين عامي 1952 و1957 التحق بـجامعة تبليسي الرسمية حيث تخصص في الجغرافيا والجيولوجيا. وفي عام 1957 حصل على لقب مهندس جيولوجي في جامعة تبليسي الرسمية.
- بين عامي 1957 و1960 عمل جيفي مايسورادز كجيولوجي وعالم مائيات في المنطقة العسكرية الجيولوجية 15 في الاتحاد السوفييتي، حيث كان ينشر دراساته البحثية في منطقة القوقاز والشرق الأوسط.
- وبين عامي 1961 و1980 عمل في قسم جيولوجيا العصر الرباعي بمعهد فاخوشتي باغراتيوني للجغرافيا، حيث بدأ كفني مختبر أول ثم ترقى إلى منصب عالم أول.

وكجزء من هذا البحث سافر إلى وسط آسيا وإفريقيا والمملكة العربية السعودية وأوروبا وكندا.
- في عام 1970 دافع عن أطروحة تناولت موضوع علم تشكل الأرض وعلم الأحياء القديمة.
- في فبراير 1980، انتقل إلى معهد دزهاندليدز للجيولوجيا، كعالم أول في قسم الجيولوجيا والتكتونيات الإقليمي، حيث عمل حتى عام 2007.
- في عام 2007 تقاعد جزئيًا حيث ظل يعمل بدوام جزئي في معهد الجيولوجيا ويُدرّس جيولوجيا العصر الرباعي في جامعة تبليسي الرسمية.

نشر 130 بحثًا، منها 21 في مجلة إمباكت "Impaqt".

## الجوائز
في عام 1976 - وسام الاستحقاق من جمعية العلوم في الاتحاد السوفيتي
1982 - INQUA جائزة المؤتمر الدولي التي يمنحها بي سوكولوف
في عام 1983 – الاعتراف بالمجتمع الجورجي للعلوم للمشاركة في إنشاء الكتاب الأحمر الجورجي عن حماية الطبيعة (تسيتيلي تسيجني).
في عام 2001- حصل على وسام الاستحقاق من رئيس جورجيا عن اكتشافاته التي حققها في إقليم دمانيسي.

## التخصص
(العصر الرباعي) البراكين الصغيرة، والمغناطيسية الأرضية، والتكتونيات الحديثة، وعلم الآثار، وبرامج «الإحصائيات الرسومية» لطبقات العصر الرباعي وارتباطاتها الإقليمية والعالمية.

## المشاركة في المشروعات العلمية
بين عامي 2002 و2004، أجرى جيفي مايسورادز بحثًا في الشبكة القوقازية لمعلومات الزلازل عن تقييم المخاطر والأخطار.
وبين عامي 1997 و2005 عمل في دمانيسي حيث تم إجراء بحث أثري لعدة سنوات بعد اكتشاف الإنسان المنتصب في دمانيسي.